# Тенденция

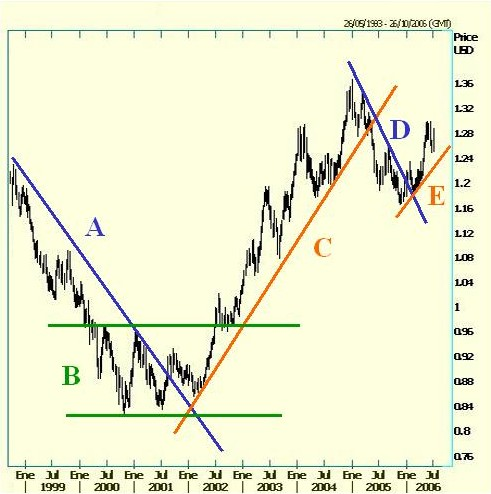
Иллюстрация восходящего, нисходящего и бокового трендов на недельном графике евро / доллар 2001-2006 гг.

Тенде́нция (позднелатинское tendentia — направленность (от лат. tendo — направляю) и тенденциозность (от лат. tendo — направляю, стремлюсь) — сравнительно устойчивое направление развития определенного явления, в котором совершается развитие чего-либо (общества, экономики, культуры и тому подобное).
В знаменитом толковом словаре В. И. Даля указано, Тенденция фрнц. направленье, стремленье, тягота к чему.

## В экономике
Тенденция как определение в экономике: выявленные в результате экономического анализа, наблюдаемые устойчивые соотношения, свойства, признаки, присущие экономической системе, экономике государства, страны, предприятия, фирмы, показателям доходов, расходов, потребления семей, спроса и предложения на рынке товаров и услуг; сложилась направленность экономических процессов. 
На основе тенденций можно делать выводы о ходе экономических процессов в будущем, прогнозировать экономические показатели.

## В искусстве
Тенденциозность, в литературе — выдвигание какой-либо утилитарной цели вопреки требованиям искусства.
Определение в искусстве, в частности в литературе: идейно-эмоциональное отношение автора к отображённой действительности, осмысление и оценка (скрытые или непосредственные) проблематики и характеров, выраженные через систему образов. В таком понимании тенденция — органическая часть художественной идеи, её ценностный аспект и присуща всякому художественному произведению. В качестве синонима тенденция нередко употребляют понятие пафоса. 
В более применяемом и узком смысле тенденцией называют социальную, политическую, морально-идеологическую страсть, намерение художника, вольно или невольно, но открыто выразить. Понятие тенденции и тенденциозности становятся тождественными в середине XIX века, то есть в период зрелости реализма и одновременно — первых признаков натурализма, поставившего под сомнение идейность искусства и ориентировался на «бесстрастие» естественных наук.

## В политике
В политике — политическая тенденция отдельных областей государства к самостоятельной политической жизни — Партикуляризм (от лат. particula — небольшая часть).